# Хартль, Карл
Карл Хартль (нем. Karl Hartl; 10 мая 1899, Вена — 29 августа 1978, Вена) — австрийский кинорежиссёр и кинопродюсер.

## Биография
Карьера Хартля в кино началась в 1919 году, когда он был принят ассистентом венгерского режиссёра Александра Корды. В 20-е годы вместе с Кордой Хартль перебрался в Берлин и до середины 20-х годов работал у него директором картин. В 1926 году Хартль вернулся в Вену и поступил на работу директором картин у Густава Учицкого.
С начала 1930-х годов Хартль работал на киностудии UFA и вместе с Луисом Тренкером снял «Горы в огне» (1931). Затем он пробовал себя в других жанрах, например, комедии «Графиня Монте-Кристо» (1932) с Бригиттой Хельм и Густафом Грюндгенсом и фильме о лётчиках «Ф. П.1 не отвечает» с участием Ханса Альберса, Петера Лорре, Пауля Хартмана и Сибиллы Шмиц. Научно-фантастический фильм Хартля «Золото» 1934 года считается одним из лучших в своём жанре. Карл Хартль — режиссёр знаменитой криминальной комедии «Человек, который был Шерлоком Холмсом» (1937). После аншлюса Австрии в 1938 году Хартль получил должность директора картины на киностудии Wien-Film и в это время мало занимался режиссурой.
После 1945 года Хартль вернулся к режиссёрской деятельности. 3 июля 1947 года он организовал в Зальцбурге компанию Neue Wiener Filmproduktionsgesellschaft. Самым прославленным фильмом Хартля стал «Ангел с трубой» 1949 года, собравший многих звёзд австрийского кинематографа — Паулу Вессели, Аттилу и Пауля Хёрбигеров, Оскара Вернера, Марию Шелл.
Карл Хартль был женат на актрисе Марте Харелль. Похоронен на Хитцингском кладбище в Вене рядом с супругой.

## Фильмы
- 1931: Горы в огне — Berge in Flammen
- 1932: Der Prinz von Arkadien
- 1932: Ф. П.1 не отвечает — F.P.1 antwortet nicht
- 1932: Графиня Монте-Кристо
- 1934: Золото — Gold
- 1934: So endete eine Liebe
- 1935: Der Zigeunerbaron
- 1937: Ritt in die Freiheit
- 1937: Человек, который был Шерлоком Холмсом — Der Mann, der Sherlock Holmes war
- 1942: Кого любят боги — Wen die Götter lieben
- 1949: Ангел с трубой — Der Engel mit der Posaune
- 1951: Der schweigende Mund
- 1952: Haus des Lebens
- 1955: Reich mir die Hand, mein Leben
- 1956: Rot ist die Liebe